# Costantino Angelo Ducas
Costantino Angelo Ducas (in greco Κωνσταντίνος Ἂγγελος Δούκας?, Kōnstantinos Angelos Doukas; 1170 circa – dopo il 1192/1193) era un usurpatore che tentò di rovesciare suo cugino, l'imperatore bizantino Isacco II Angelo, nel 1192/1193.

## Biografia
Nato nel 1170 circa, Costantino Angelo Ducas era figlio di Isacco Angelo Ducas, quindi nipote di Costantino Angelo e cugino di primo grado dell'imperatore bizantino Isacco II Angelo (1185-1195, 1203-1204). Non si conosce il nome o l'origine della madre.
Nel 1192-1193, Isacco II lo nominò comandante della flotta (doux tou stolou) e governatore di Filippopoli, un'area che allora subiva la rivolta dei Bulgari e dei Valacchi. Lo storico contemporaneo Niceta Coniata lo descrive in modo positivo, notando che era in grado di addestrare bene le sue truppe e di ottenere la loro fedeltà, e che, sebbene fosse naturalmente impetuoso "alla maniera dei cuccioli di leone", era anche disposto ad ascoltare e a farsi frenare dai consigli dei veterani più esperti posti sotto il suo comando. Costantino riuscì a contenere le incursioni dei ribelli contro la regione di Filippopoli e Berrhoe, tanto che i ribelli "si acquattavano perché avevano paura di lui e furono presi dal panico più alla sua vista che a quella dell'imperatore".
Il successo sul campo di battaglia, però, incoraggiò Costantino, che iniziò a puntare a usurpare il trono. Iniziò a contattare i suoi comandanti subordinati e altri uomini di spicco della regione e si fece proclamare imperatore. Immediatamente partì con i suoi sostenitori per Adrianopoli, sede del cognato, il Grande domestico d'Occidente, Basilio Vatatzes. Evidentemente fiducioso che Vatatzes si sarebbe unito a lui, Costantino inviò in anticipo delle lettere per informare il cognato delle sue azioni. Vatatzes, tuttavia, bollò le azioni di Costantino come una follia e rifiutò di unirsi a lui. L'usurpatore raggiunse Neoutzikon, al confine tra le province di Filippopoli e Adrianopoli, ma lì i suoi stessi sostenitori lo catturarono e lo fecero prigioniero. I seguaci di Costantino lo consegnarono all'imperatore, sostenendo di essere stati costretti a sostenere la sua usurpazione contro la loro volontà. Alla fine, solo Costantino fu punito, venendo accecato. Secondo Coniata, questo atto incoraggiò molto i ribelli bulgari, che temevano l'abilità di Costantino e preferivano di gran lunga che l'inefficace Isacco II rimanesse sul trono, se possibile, per sempre. Non si conosce il destino successivo di Costantino, né se si sia sposato e abbia avuto una prole.